# 山本公哉
山本 公哉（やまもと きみや、Kimiya Yamamoto、1963年 - ）は、日本の実業家である。オープンロードアソシエイツ株式会社代表取締役社長。

## 概要
1991年に三井石油化学工業株式会社（現三井化学）に入社。ベンチャー2社を設立した後、2006年から8年間、株式会社朝日ネット代表取締役社長。同社を東京証券取引所第一部上場へと導く。同社は2007年と2010年にJ.D. Power ISP顧客満足度一位を受賞、また10年連続して、日経ビジネスやRBB TODAYなどによるインターネット・サービス・プロバイダ顧客満足度調査において、顧客満足度１位を受賞した。2007年、日本初となる教育機関向けのクラウド型LMS（ラーニングマネジメントシステム）を立ち上げ日本２４０大学、米国４０大学が利用するサービスに育てる。2011年、同氏のリーダーシップと経営戦略がハーバードビジネススクールのケース（教材）となる。
現在は、ケイキャピタル合同会社代表、オープンロードアソシエイツ株式会社代表取締役社長、フラー株式会社相談役。
80カ国から学生が集まる学校法人UWC ISAK JAPAN ファウンダー＆理事経済同友会会員。

### 学歴
- 1985年、立教大学社会学部観光学科卒業
- 1990年、Thunderbird School of Global Management at Arizona State UniversityにてMBAを取得。

### 職歴
- 1991年、三井石油化学工業株式会社勤務
- 1996年、株式会社PAD　代表取締役社長
- 2001年、株式会社ビットム　代表取締役社長
- 2006年、株式会社朝日ネット代表取締役社長
- 2015年、オープンロードアソシエイツ株式会社代表取締役社長
- 2018年、フラー株式会社取締役会長